# Марака
Биологичен резерват остров Марака̀ (на португалски: Reserva Biológica Ilha de Maracá) е биологичен резерват, разположен на остров Марака, на река Урарикоера, щат Рорайма, Бразилия. Намира се в община Амажари, на 135 km от столицата на щата - Боа Виста.
Остров Марака̀ се намира на границата между амазонската джунгла и саваните които се простират към Венецуела и Гаяна. Разположен на р. Урарикоера, остров Марака има територия от 101.312 хектара.
Екологичната станция на острова разполага с инфраструктура, администрация, възможност за настаняване, ел. енергия и телефон. Тук се работи по многобройни изследователски проекти, национални и международни, поради което е защитена зона.
Марака е първата еко-станция на Бразилия, основана на 18 април 1979 г.